# Vestron Pictures
Vestron Pictures va ser un distribuïdor i estudi de cinema nord-americà, i una antiga divisió de Vestron Inc. d'Austin O. Furst, Jr., més coneguda pel seu llançament de Dirty Dancing en 1987.
L'empresa va ser una derivació del distribuïdor de vídeo anterior, Vestron Video, que també tenia una divisió de cinema de gènere, Lightning Pictures, una derivació de Vestron Lightning Video.
La companyia matriu de Vestron Pictures, Vestron, Inc., va sol·licitar la fallida del capítol 11 i va deixar de treballar el 1991, amb els seus actius adquirits per LIVE Entertainment. Avui, Lionsgate és propietària dels drets de la biblioteca Vestron després d'adquirir Artisan Entertainment el 2003.